# Formula SAE

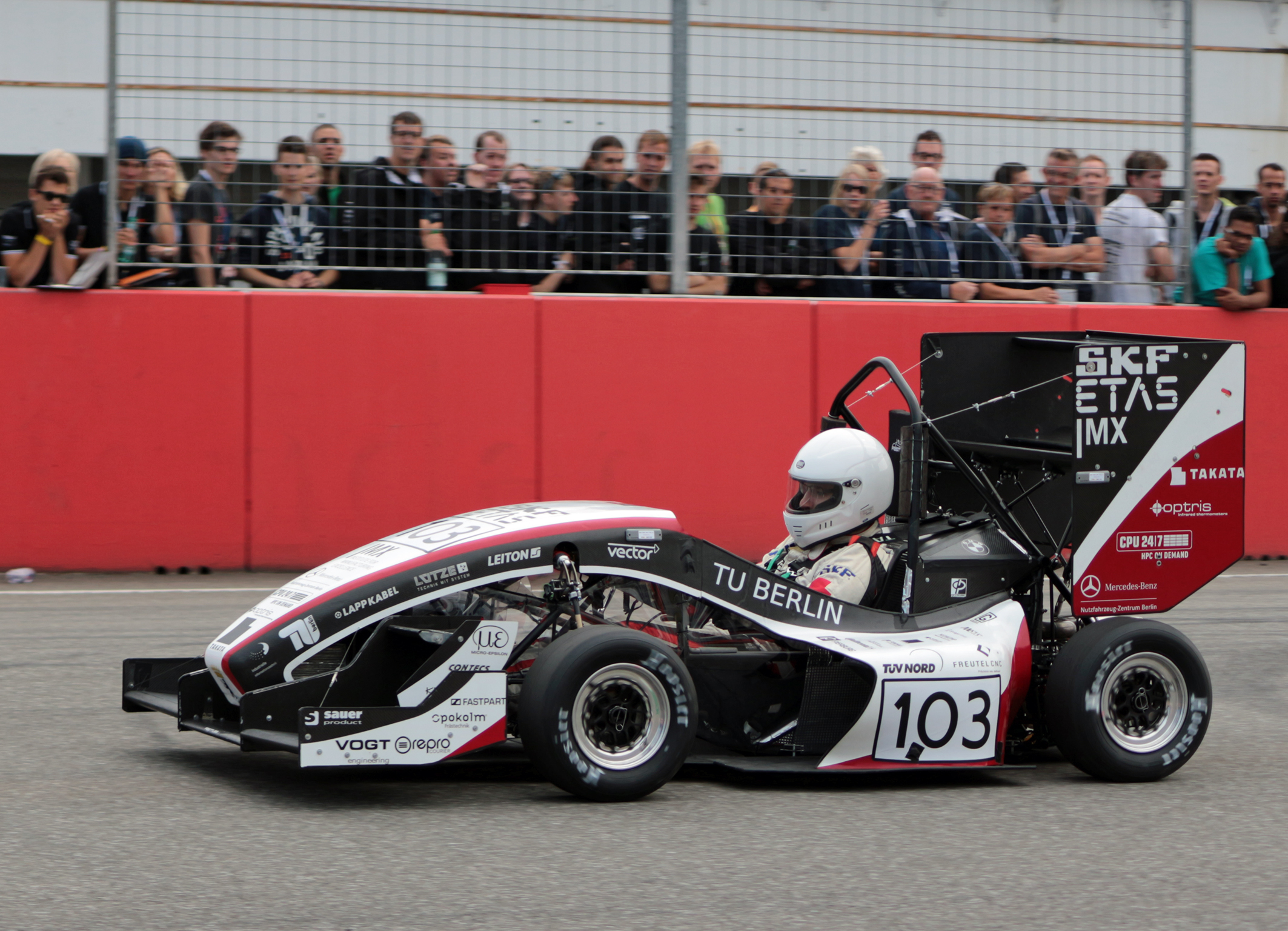
Formula-SAE-Wagen der Technischen Universität Berlin

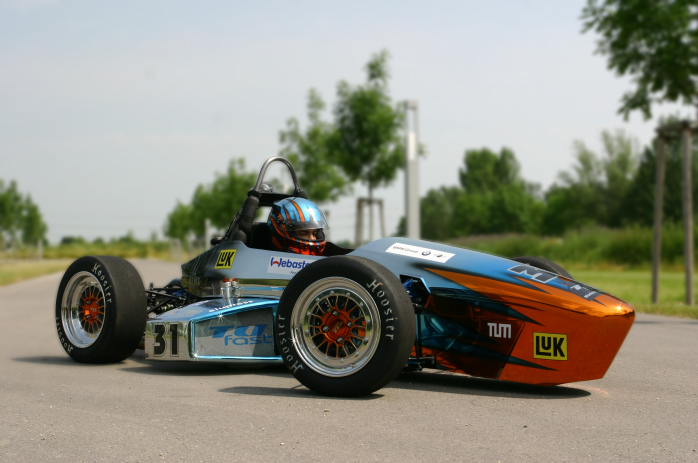
Formula-SAE-Wagen der TU München

Die Formula SAE ist ein internationaler Konstruktionswettbewerb, bei dem Studententeams aus der ganzen Welt mit selbst konstruierten und gefertigten Rennwagen gegeneinander antreten.

## Geschichte

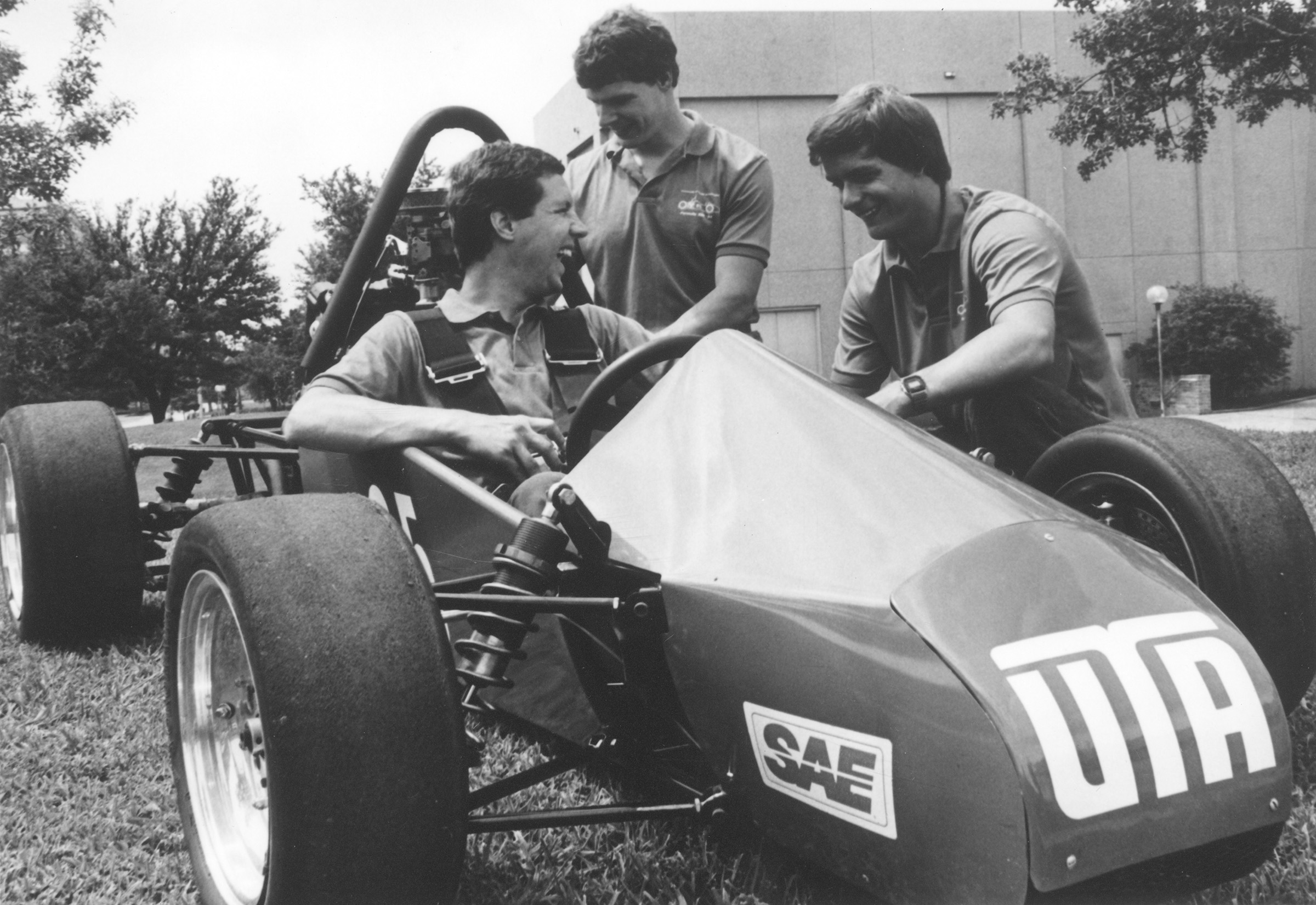
Formula-SAE-Wagen der University of Texas at Arlington, 1986

Die Formula SAE wurde 1981 in den USA das erste Mal ausgetragen. 1998 kam der Wettbewerb als Formula Student in England erstmals nach Europa. Mittlerweile gibt es Wettbewerbe auf der ganzen Welt.

## Reglement
Das Reglement der Formula Student ist so gestaltet, dass es den teilnehmenden Studenten viele Freiheiten lässt, individuelle Konstruktionen ihrer Fahrzeuge zu realisieren. Dennoch wird Wert auf Sicherheit gelegt, sowohl bei der Auslegung der Fahrzeuge als auch bei den Wettbewerben.
Die wichtigsten Merkmale, die ein Formula-Student-Fahrzeug aufweisen muss:
- Monoposto (einsitziges Fahrzeug mit freistehenden Rädern)
- Otto-Viertakt-Motor mit maximal 710 cm³ Hubraum und 20-mm-Luftmassenbegrenzer („Air restrictor“)
- Radstand mindestens 1525 mm

Seit 2010 gibt es auch die Möglichkeit, unter einem ähnlichen Reglement ein Fahrzeug mit Elektroantrieb (max. Leistung 80 kW) zu konstruieren. Die unterschiedlich angetriebenen Fahrzeuge treten zumeist in getrennten Klassen an, aufgrund der großen Ähnlichkeit gibt es aber auch einzelne Wettbewerbe mit gemeinsamer Wertung (z. B. Formula Student UK).
Die Wettbewerbssprache ist meist ausschließlich Englisch, nur in Italien, Brasilien und Japan ist zusätzlich die Landessprache erlaubt.

## Disziplinen
Da es sich um einen Konstruktionswettbewerb und nicht um ein reines Rennen handelt, gibt es nicht nur dynamische Disziplinen, bei denen das Auto fährt, sondern auch so genannte statische Disziplinen. Insgesamt sind maximal 1000 Punkte erreichbar.

### Statische Disziplinen
| Disziplin          | Beschreibung | Max. Punkte |
| ------------------ | --- | ----------- |
| Entwurf            | Die Konstruktion des Fahrzeugs sowie die erbrachte Ingenieursleistung, wie z. B. der Einsatz neuester Techniken und raffinierter Detaillösungen, werden in einem Design Report dargelegt und am Auto den Wertungsrichtern präsentiert.                                 | 150         |
| Kostenanalyse      | Sämtliche Kosten der am Rennwagen verbauten Teile, auch die der selbst gefertigten Teile und deren Herstellungsprozesse, müssen offengelegt werden. In einer Diskussion mit Juroren wird das Kostenbewusstsein des Teams im Hinblick auf das gebaute Fahrzeug geprüft. | 100         |
| Projektvorstellung | Einer fiktiven Investorengruppe, repräsentiert durch Juroren, wird versucht, den Rennwagen für den Bau in einer Kleinserie schmackhaft zu machen. Hierzu wird eine professionelle, 10-minütige Präsentation gehalten und auf die Fragen der Jury eingegangen.          | 75          |

### Dynamische Disziplinen
| Disziplin           | Beschreibung | Max. Punkte |
| ------------------- | --- | ----------- |
| Querbeschleunigung  | Eine liegende Acht, mit Kreisdurchmessern von je 15,25 m, wird je zweimal durchfahren. Jedes Team darf zwei Fahrer zum Einsatz bringen, jeder Fahrer hat zwei Versuche. Die schnellste Zeit aus allen Versuchen zählt. | 50          |
| Beschleunigung      | Das Auto wird über eine Strecke von 75 m aus dem Stand heraus beschleunigt. Jedes Team darf zwei Fahrer zum Einsatz bringen, jeder Fahrer hat zwei Versuche. Die schnellste Zeit aus allen Versuchen zählt. | 75          |
| Autocross           | Ein ca. 800 m langer Handling-Kurs mit Geraden, Haarnadelkurven und Slalomstrecke muss schnellstmöglich absolviert werden. Hierbei stehen keinerlei Trainingsrunden zur Verfügung, die erste gefahrene Zeit ist gleichzeitig eine Wertungsrunde. Jedes Team darf zwei Fahrer zum Einsatz bringen, jeder Fahrer hat zwei Versuche. Die schnellste Zeit aus allen Versuchen zählt.                                                                          | 150         |
| Ausdauer            | Auf einem dem Autocross ähnlichen Handlingkurs wird ein Rennen über eine Länge von 22 km gefahren. Nach 11 km findet ein Fahrerwechsel statt, für den jedes Team drei Minuten Zeit hat. Es befinden sich normalerweise 3–6 Rennwagen auf der Strecke, die jedoch jeweils nur gegen die Uhr fahren. Ein Rennen Fahrzeug gegen Fahrzeug wird aus Sicherheitsgründen vermieden, indem designierte Überholzonen für langsamere Fahrzeuge eingerichtet werden. | 300*        |
| Treibstoffverbrauch | In Verbindung mit dem Endurance wird der Kraftstoffverbrauch des Rennwagens bestimmt. | 100*        |

 *) Ab dem Reglement für das Jahr 2009. Davor gab es für den Endurance 350 Punkte und für Treibstoffverbrauch 50 Punkte. Außerdem wurde beim deutschen Wettbewerb in Hockenheim Fuel Economy (Kraftstoffverbrauch) durch Fuel Efficiency (Energieeffizienz) ersetzt, das heißt, es wird nicht nur der absolute Verbrauch, sondern das Verhältnis aus Verbrauch zu durchschnittlicher Rundenzeit gewertet.

## Spirit (Geist)
Zwischen den Teams herrscht immer eine sehr offene und kollegiale Atmosphäre. Es gibt größtenteils keine Geheimhaltung, wie beispielsweise in der Formel 1. Neue Teams können sich Rat und Tipps von erfahrenen Teams holen und vor allem auf den Wettbewerben tauschen sich die Teams rege untereinander aus.

## Austragungsorte
Es gibt inzwischen weltweit neun offizielle Wettbewerbe: Zwei in den USA und je einen in England, Australien, Japan, Brasilien, Italien, Deutschland und Österreich. Darüber hinaus etablieren sich zunehmend professionell organisierte nicht offizielle Wettbewerbe, wie FS Hungary oder FS Spain und FS China. FS China wird nicht von SAE organisiert, sondern von SAE China, einer Non-Profit-Organisation.
| Wettbewerb                     | Austragungsort                       | existiert seit | findet statt im |
| ------------------------------ | ------------------------------------ | -------------- | --------------- |
| Formula SAE Michigan           | Michigan International Speedway, USA | 1981           | Mai             |
| Formula Student                | Silverstone, Vereinigtes Königreich  | 1998           | Juli            |
| FSAE Australia                 | Melbourne                            | 2001           | November        |
| FSAE Japan                     | Fuji Speedway/Ogasayama              | 2003           | September       |
| FSAE Brazil                    | Autódromo José Carlos Pace           | 2004           | November        |
| FSAE Italy/Formula ATA         | Riccardo Paletti Circuit             | 2005           | Juli            |
| Formula Student Germany        | Hockenheimring                       | 2006           | August          |
| FSAE West                      | Auto Club Speedway, USA              | 2006           | Juni            |
| Formula Student East           | Hungaroring, Ungarn                  | 2010           | August          |
| Formula Student Spain          | Circuit de Barcelona-Catalunya       | 2010           | August          |
| Formula Student Austria        | Red Bull Ring, Österreich            | 2009           | August          |
| Formula Student Czech Republic | Most Autodrom, Tschechien            | 2013           | August          |
| Formula Student Netherlands    | TT Circuit Assen, Niederlande        | 2016           | Juli            |